# Fredy Fehr
Friedrich Gottfried „Fredy“ Fehr (* 7. April 1917 in Zürich; † 13. Mai 1979 ebenda) war ein Schweizer Kunstmaler.

## Leben und Werk
Fredy Fehr war der Sohn des Malers Adolf Fehr. Nach Abschluss der obligatorischen Schule absolvierte er eine Lehre als Schriftsetzer in der Druckerei seines Vaters an der Zentralstrasse in Zürich. Unglücklich mit diesem Beruf, suchte er nach dem Abschluss nach einer interessanteren Tätigkeit und kam nach einigen Umwegen im Jahr 1944 zur Malerei. Erste Anleitungen erhielt er von Walter Jonas, einem Zürcher Maler. Danach bildete er sich autodidaktisch fort. Er setzte sich mit der Geschichte und Theorie der Malerei auseinander. Die Hauptströmungen der Moderne (Fauvismus, Impressionismus, konkreter Kubismus) und später, in den 1960er-Jahren, der Konstruktivismus prägten sein Frühwerk.
Nach der Heirat mit der Holländerin Hilke Fehr 1948 weilte er oft in Amersfoort. Die Niederlande boten ihm mit der weiten, flachen Landschaft, dem speziellen Licht, den roten Häusern und Strassen viele Motive. In den Künstler-Cafés in Amsterdam befreundete er sich mit verschiedenen Künstlern. Sie stellten ihm zeitweise ihr Atelier zur Verfügung, wo einige seiner Amsterdamer Bilder entstanden. Jan Meefout (1915–1993), ein Amsterdamer Bildhauer und guter Freund, bot ihm regelmässig Unterkunft bei seinen wiederkehrenden Aufenthalten.
1952 kehrte Fehr nach längerem Aufenthalt in Holland in die Schweiz zurück. In seiner künstlerischen Tätigkeit kam er zurück zur weniger formal interpretierten Landschaftsmalerei, inspiriert in südlichen Ländern und im Tessin. Fehr reizte das Fremde, das Reisen inspirierte. Vor grossen Leinwänden in der weiten Landschaft stehend, unter brennender Sonne oder gegen Wind kämpfend, ringend das Motiv so auf die Leinwand zu bringen, wie er es sah und festhalten wollte.
Ab 1955 reiste Fehr regelmässig für längere Aufenthalte nach Sanary sur Mèr, wo sich in den 1950er-Jahren viele Künstler und Persönlichkeiten aufhielten. In dieser Zeit traf man sich u. a. im Café Le Marine von Monsieur Figier. Dabei hatte Fehr viele interessante Begegnungen und knüpfte Freundschaften., darunter Jack Bilbo, eine bekannte Persönlichkeit, Allround-Künstler und Abenteurer. Er verkürzte die langen Abende im Januar und Februar mit Erzählungen aus seinem sehr abenteuerlichen Leben. Oder eine französische, schreibende Baronin, die enthusiastisch eine Ausstellung in Paris organisieren wollte. Weiter ein amerikanischer Graf, schriftstellerisch tätig, ein deutscher immer fröhlicher Jachtbesitzer, Dr. Künstlich, ein deutscher Arzt mit Praxis, Konrad Fischer aus Düsseldorf, ein später bekannter Galerist. Diese interessante Gesellschaft war sehr befruchtend und sorgte für Abwechslung.
1958 lernte Fehr Jan Nieuwenhuijs, ein Mitglied der Gruppe Cobra kennen. Diese Freundschaft führte ihn zum Malen von wilden Bildern, bei denen er die Farbe in dicken Schichten mit dem Spachtel auf die Leinwand auftrug.
1961 reiste Fehr auf Einladung von Werner Bolliger (1928–2009) einem befreundeten Komponist und Pianist, nach Andalusien, wo er mit der Familie in dessen Haus am «Cerro Gordo» rund vier Monate verbrachte. Von der dortigen Landschaft nicht loskommend, kehrte er zweimal nach Spanien zurück. Er knüpfte Freundschaften mit Künstlern unterschiedlichster Herkunft (u. a. Schweden, Deutschland, Australien). Zudem knüpfte er herzliche Bekanntschaften zur Bevölkerung von La Herradura.
Zwischen 1967 und 1969 hielt sich Fehr mehrmals in Sizilien, in einem Dorf nähe Siracusa auf. Von da unternahm er einige Reisen nach Agrigento zu den griechischen Tempeln, die er malte.
1971 reiste Fehr auf Einladung eines Freundes nach Coldrerio ins Tessin. Dabei entdeckte er die Schönheit des Mendrisiotto. Ab 1972 konnte Fehr ein altes Bauernhaus (Bongio) beziehen. Dieses lag auf einem Hügel von Coldrerio. Das Panorama über die tessiner Landschaft bis nach Chiasso bot idealerweise Motive für den Landschaftsmaler. In der Umgebung lebten viele weitere Künstler, zu denen Fehr regen Kontakt pflegte. Bis zu seinem Tod verbrachte Fehr in der Folge den Sommer zusammen mit seiner Frau im Bongio, die Wintermonate in Zürich.

## Ausstellungen
- In den 1950er-Jahren vier Mal Beteiligung an der jährlichen Ausstellung Zürcher Künstler, Helmhaus Zürich
- Beteiligung an drei Ausstellungen der Künstlervereinigung „Reveil“, davon einmal im Kunsthaus Zürich
- 1955 Wiediker Künstler im Kirchgemeindehaus auf dem Bühl, Zürich 3
- 1958 Beteiligung an Ausstellung zugunsten des Roten Kreuzes in den Baracken an der Gessnerallee, Zürich
- 1957 Galerie Beno, Zürich
- 1958 Galerie Zopfi, Schwanden GL
- 1959 Galerie Walcheturm, Zürich
- 1962 Städtische Kunstkammer z.Strauhoff, (heute Strauhof) Zürich
- 1974 Beteiligung an Ausstellung „Zürcher Künstler in den Züspa-Hallen“
- 1976 Ausstellung in BP Personalrestaurant Zürich
- 1978 Ausstellung im Bongio, Coldrerio